# غراسينغرات
غراسينغرات (بالإنجليزية: Grassengrat)‏ هو أحد جبال سلسلة جبال الألب أوري وجزء من القمة الأم Wichelplanggstock يقع في كانتون أوبفالدن وكانتون أوري, سويسرا. يبلغ ارتفاع الجبل حوالي 2941 متر، بينما يبلغ ارتفاع نتوء الجبل 91 متر.